# Blocco telefonico
Il blocco telefonico è un sistema di blocco ferroviario, basato sulle comunicazioni telefoniche tra le due stazioni che delimitano la sezione di blocco; fu adottato dalle principali ferrovie del mondo, a partire dalla metà degli anni cinquanta del XIX secolo. Oltre a garantire in sicurezza l'invio di un solo treno per volta in ogni sezione permette anche lo scambio di informazioni e dispacci tra le stazioni.
In seguito all'aumento del traffico ferroviario, il blocco telefonico è stato gradualmente sostituito da sistemi di blocco elettrico. In alcuni casi di circolazione degradata per avarie ai sistemi moderni di blocco, in alcune compagnie ferroviarie, è prevista l'istituzione temporanea del blocco telefonico.

## Caratteristiche
Il blocco telefonico fu la diretta evoluzione del precedente blocco telegrafico di cui conservò tutte le caratteristiche regolamentari; la differenza sostanziale era determinata dal fatto che mentre nel primo i dispacci di invio o di giunto (e tutte le eventuali comunicazioni aggiuntive) venivano inviate mediante il telegrafo in codice morse, scritto su apposita striscia di carta, nel secondo le informazioni scambiate a viva voce tramite il telefono erano trascritte su appositi registri e moduli cartacei. Tali procedure erano definite dispacci di movimento e venivano scambiati tra i vari operatori addetti al movimento dei treni. Per poter inviare un treno in linea (e quindi in una sezione di blocco) il movimentista doveva accertarsi che il treno proveniente dall'altra stazione fosse regolarmente arrivato con tutti i suoi veicoli a destinazione ("coda regolare") oppure ricevere il messaggio di "giunto regolare" da una stazione a lui limitrofa.

## Diffusione in Europa

### In Italia
Il blocco telefonico in Italia è previsto e utilizzabile in condizioni di degrado (guasto al blocco, circolazione sul binario illegale o altre particolari situazioni contingenti) su tutta l'infrastruttura nazionale; non ne è invece previsto l'utilizzo a regime.
Presso le Ferrovie del Nord Barese e sulla ferrovia Benevento-Cancello è ancora previsto l'uso del blocco telefonico in condizioni di normalità. Tuttavia, a seguito dell'incidente ferroviario tra Andria e Corato, ANSF (divenuta poi ANSFISA) ha assunto il ruolo di agenzia di sicurezza anche per le linee in concessione e di importanza regionale, imponendo a tutti i gestori dell'infrastruttura (e quindi anche a Ferrotramviaria ed Ente Autonomo Volturno, gestori delle linee sopraccitate) il passaggio a un regime di circolazione più sicuro ed efficace. Pertanto, il traffico ferroviario sulle linee ferroviarie esercite con il solo blocco telefonico in Italia è attualmente sospeso in attesa dell'adeguamento tecnologico.

### In Portogallo
In Portogallo, il cantonamento telefónico è stato il sistema di sicurezza principale in tutta la rete ferroviaria nazionale fino alla metà del 1990.

### In Francia
Il cantonnement téléphonique (CT) è oggetto di una procedura precisata dalle normative tecniche. Il sistema è in uso nelle linee a bassissimo traffico, in particolare sulle linee a segnalazione semplificata (Voie unique à signalisation simplifiée - VUSS) e sulle linee a traffico limitato (Voie unique à trafic restreint - VUTR).  Il blocco telefono è utilizzato, limitatamente al tempo necessario, anche in caso di guasto dei sistemi ordinari di blocco.
A causa della sua sicurezza relativa il sistema non è più installato sulle nuove linee, ma è ancora in uso su linee aperte al traffico passeggeri, con doppio binario e con il supporto di un sistema di protezione del treno successivo denominato CAPI (Cantonnement Assisté Par Informatique), nel quale la comunicazione orale è sostituita da un timbro temporale automatico. I computer collegati tra loro funzionano grosso modo come nel sistema di blocco unico manuale, ma in maniera molto semplificata.

### In Repubblica Ceca
La comunicazione telefonica è ancora ampiamente utilizzato in Repubblica Ceca, in particolare nel trasporto regionale a corto raggio e anche nelle linee dotate di dispositivi di segnalazione a terra in caso di guasto o blocco del dispositivo medesimo.
La procedura prevede l'invio di 3 messaggi telefonici (offerta, accettazione e cancellazione):
- offerta: il messaggio consiste in una richiesta per ottenere il permesso di condurre il treno su un tratto che di default è ritenuto chiuso o occupato (esempio: "Accetti il [numero del treno] in partenza da [nome della stazione] alle [ora:minuti] ?");
- accettazione: la comunicazione indica il via libera e autorizza il movimento del treno dopo l'accordo tra i due capostazion (esempio: "Sì, accetto il treno [numero] in partenza da [stazione] alle [ore:minuti]" oppure "No, aspetta perché [motivo del rifiuto]") ;
- cancellazione: comunicazione che il treno è arrivato nella stazione ricevente ("Treno [numero] arrivato in stazione") e conferma della stazione di partenza ("Treno [numero] arrivato in stazione. Ho capito."). Solo a questo punto la sezione è libera e può ricominciare la procedura per far transitare un altro treno.

### In Svezia
In Svezia la segnalazione del treno manuale (Manuell tågklarering, conosciuta come "Sistema M") è utilizzata solo sulle linee meno congestionate ed è stata sostituita con il blocco automatico a partire dal 1970. Nel 2009 è stato introdotto un sistema computerizzato chiamato E-tam (elektronisk tåganmälan, tradotto segnalazione del treno elettronica) che gestisce e registra lo scambio dei messaggi tra le due stazioni.

### In Germania
In Germania i messaggi di treno (Zugmeldungen) sono ancora utilizzati in caso di guasto ai sistemi automatici. Per evitare errori o sovrapposizioni tutti i messaggi inviati e ricevuti devono essere registrati in un apposito libro (disponibile in due tipi: per le linee a un solo binario e quelle a doppio binario) tenuto da ogni ufficio movimentazione. Nel registro è presente una tabella in cui ogni transito ha una propria riga in cui registrare l'offerta e l'accettazione, la cancellazione e le annotazioni. Nei registri dei movimenti da e verso il Lussemburgo vi sono due ulteriori colonne per registrare eventuali ritardi di arrivo e partenza. Di massima le aziende ferroviarie associano a ogni messaggio di invio treno, oltre al numero progressivo anche un numero casuale ricevuto dal corrispondente al fine di evitare errori e manomissioni del libro di registrazione del treno .